# یواس‌اس مندر (ای‌آراس (دی)-۲)
یواس‌اس مندر (ای‌آراس(دی)-۲) (به انگلیسی: USS Mender (ARS(D)-2)) یک کشتی بود که طول آن ۲۲۴ فوت ۹ اینچ (۶۸٫۵۰ متر) بود. این کشتی در سال ۱۹۴۵ ساخته شد.